# Rudtjärnen (Njurunda socken, Medelpad)
Rudtjärnen är en sjö i Sundsvalls kommun i Medelpad och ingår i Ljungan-Gnarpsåns kustområde. Sjön har en area på 0,0098 kvadratkilometer och ligger 18,4 meter över havet. Rudtjärnen ligger i Del av Bremön Natura 2000-område.

## Delavrinningsområde
Rudtjärnen ingår i det delavrinningsområde (690068-641542) som SMHI kallar för Utloppet av Rudtjärnen. Medelhöjden är 25 meter över havet och ytan är 0,16 kvadratkilometer. Det finns inga avrinningsområden uppströms utan avrinningsområdet är högsta punkten. Avrinningsområdets utflöde mynnar i havet.